# Elna Lassen
Elna Lassen (1901 – 1930) var en dansk ballerina, der var førstedanser for Den Kongelige Ballet fra 1925 til sin død i 1930.
Elna voksede op som den 5. datter af væver Hansen, på 75 kvadratmeter i familiens eget hus på Frem nr. 30 i Lyngby.
Hun blev optaget på Det Kongelige Teaters Balletskole som 9-årig, og undervist af Valborg Borchsenius fra 1911. I 1918 fik Elna sit første gennembrud i Valkyrien.
Da den russiske balletmester Michel Fokine besøgte København i 1919, åbnedes Elnas muligheder, og hun rejste til Fokine i Paris i 1921 og studerede ballet hos ham i Paris og USA fra 1921-1924. Blandt hendes beundrere var koreograferne Max Reinhardt og George Balanchine.
Efter hjemkomsten i 1924 var Elna på førstepladsen i den danske ballet, bl.a som Svanilda i Léo Delibes' Coppelia i 1925, og Et Folkesagn. Elnas dans beskrives som "en svimlende lethed, der fik tilskueren til selv at slippe tyngdekraften et smils tid", og af Julius Clausen som fabelagtig plastisk og raffineret i 1928. Kai Flor beskrev hende som "et rosenblad for vinden svævede hun over scenen, og hun dansede sin dødsdans som en blomst, der visner", mens Social-Demokraten i 1930 beskrev hende som "besat af en rasende danse-dæmon, hun syntes optændt af en indre ild, der piskede hende op og gav hende den uro, der dirrede gennem hendes dansekunst".
Hun blev gift med den københavnske læge Arne Frederik Lassen i 1927.
Elna Lassen havde ubehandlet sukkersyge, og blev fundet død i sin lejlighed i Christian IX's Gade i København om morgenen den 20. september 1930. Hun menes at have begået selvmord med en revolver, som blev fundet ved hendes seng. Hun er begravet på Søllerød Kirkegård.